# ベチ・コヘイア
ベチ・コヘイア（Bethe Correia、1983年6月22日 - ）は、ブラジルの女性総合格闘家。パライバ州カンピナグランデ出身。ピットブル・ブラザーズ所属。

## 来歴
2012年5月31日、プロデビュー戦で判定勝ち。

### UFC
2013年12月7日、UFCデビュー戦となったUFC Fight Night: Hunt vs. Bigfootで、ジュリー・ケッジーと対戦し、2-1で判定勝利。
2014年4月26日、UFC 172で女子バンタム級14位のジェサミン・デュークと対戦し、判定勝利。
2015年5月、Combateで「ロンダ・ラウジーのホクロをむしり取ってKOしてやるわ。化けの皮が剥がれた時に自殺しないことを願うわ」などと発言したところ、後にロンダの父親が自殺していたことが判明し失言だったと謝罪した。
2015年8月1日、UFC 190の世界女子バンタム級タイトルマッチで王者ロンダ・ラウジーに挑戦し、右ストレートでKO負けを喫し王座獲得に失敗した。
2016年4月16日、UFC on FOX 19で女子バンタム級ランキング11位のラケル・ペニントンと対戦し、1-2の判定負け。
2016年9月10日、UFC 203で女子バンタム級ランキング10位のジェシカ・アイと対戦し、2-1の判定勝ち。
2017年3月11日、UFC Fight Night: Belfort vs. Gastelumで女子バンタム級ランキング13位のマリオン・レノーと対戦し、0-1の引き分け。
2017年6月17日、UFC Fight Night: Holm vs. Correiaで女子バンタム級ランキング5位のホリー・ホルムと対戦し、ブラジリアンキックからパウンドでKO負けを喫した。
2019年5月11日、UFC 237で女子バンタム級ランキング11位のアイリーン・アルダナと対戦し、腕ひしぎ十字固めで一本負け。
2019年9月21日、UFC Fight Night: Rodríguez vs. Stephensで女子バンタム級ランキング14位のシジャラ・ユーバンクスと対戦し、判定勝ち。
2021年10月2日、UFC Fight Night: Santos vs. Walkerで女子バンタム級ランキング15位のカロル・ロサと対戦し、判定負け。

## 戦績
| 総合格闘技 戦績 | 総合格闘技 戦績 | 総合格闘技 戦績 | 総合格闘技 戦績 | 総合格闘技 戦績 | 総合格闘技 戦績 | 総合格闘技 戦績 |
| --------------- | --------------- | --------------- | --------------- | --------------- | --------------- | --------------- |
| 18 試合         | (T)KO           | 一本            | 判定            | その他          | 引き分け        | 無効試合        |
| 11 勝           | 2               | 0               | 9               | 0               | 1               | 0               |
| 6 敗            | 2               | 1               | 3               | 0               | 1               | 0               |

| 勝敗 | 対戦相手                             | 試合結果                            | 大会名                                                              | 開催年月日     |
| ×    | カロル・ロサ                         | 5分5R終了 判定0-3                   | UFC Fight Night: Santos vs. Walker                                  | 2021年10月2日  |
| ×    | パニー・キアンザド                   | 5分3R終了 判定0-3                   | UFC on ESPN 14: Whittaker vs. Till                                  | 2020年7月26日  |
| ○    | シジャラ・ユーバンクス               | 5分3R終了 判定3-0                   | UFC Fight Night: Rodríguez vs. Stephens                             | 2019年9月21日  |
| ×    | アイリーン・アルダナ                 | 3R 3:24 腕ひしぎ十字固め            | UFC 237: Namajunas vs. Andrade                                      | 2019年5月11日  |
| ×    | ホリー・ホルム                       | 3R 1:09 KO（左ハイキック→パウンド） | UFC Fight Night: Holm vs. Correia                                   | 2017年6月17日  |
| △    | マリオン・レノー                     | 5分3R終了 判定0-1                   | UFC Fight Night: Belfort vs. Gastelum                               | 2017年3月11日  |
| ○    | ジェシカ・アイ                       | 5分3R終了 判定2-1                   | UFC 203: Miocic vs. Overeem                                         | 2016年9月10日  |
| ×    | ラケル・ペニントン                   | 5分3R終了 判定1-2                   | UFC on FOX 19: Teixeira vs. Evans                                   | 2016年4月16日  |
| ×    | ロンダ・ラウジー                     | 1R 0:34 KO（右ストレート）          | UFC 190: Rousey vs. Correia 【UFC世界女子バンタム級タイトルマッチ】 | 2015年8月1日   |
| ○    | シェイナ・ベイズラー                 | 2R 1:56 TKO（スタンドパンチ連打）   | UFC 177: Dillashaw vs. Soto                                         | 2014年8月30日  |
| ○    | ジェサミン・デューク                 | 5分3R終了 判定3-0                   | UFC 172: Jones vs. Teixeira                                         | 2014年4月26日  |
| ○    | ジュリー・ケッジー                   | 5分3R終了 判定2-1                   | UFC Fight Night: Hunt vs. Bigfoot                                   | 2013年12月7日  |
| ○    | エリカ・パイス                       | 5分3R終了 判定3-0                   | Jungle Fight 54                                                     | 2013年6月29日  |
| ○    | ジュリエット・ジ・ソウザ・シウバ     | 2R TKO（パンチ）                    | WCC: W-Combat 17                                                    | 2013年6月1日   |
| ○    | アンネ・カロリネ                     | 5分3R終了 判定3-0                   | Bokum Fight Championship                                            | 2013年4月12日  |
| ○    | エレイン・アルブケルケ               | 5分3R終了 判定3-0                   | Heat FC 4: The Return                                               | 2012年10月18日 |
| ○    | ダニエリー・ドス・サントス・マチアス | 5分3R終了 判定3-0                   | Fort MMA 2: Higo vs. Kevin                                          | 2012年7月27日  |
| ○    | ダニエラ・マリア・ダ・シウバ         | 5分3R終了 判定3-0                   | First Fight: Revelations                                            | 2012年5月31日  |

## 表彰
- ブラジリアン柔術 青帯
- カンフー 紫帯